# Juan Fernández de Velasco (obispo)
Juan Fernández de Velasco (? - Castroverde, 15 de marzo de 1520) fue un eclesiástico español, sucesivamente obispo de Cartagena, de Calahorra y de Palencia.
| Predecesor: Juan Daza                 | Obispo de Cartagena 1505 – 1508 | Sucesor: Martín Fernández de Angulo     |
| Predecesor: Fadrique de Portugal      | Obispo de Calahorra 1508 – 1514 | Sucesor: Julián Castillanos de Villalba |
| Predecesor: Juan Rodríguez de Fonseca | Obispo de Palencia 1514 – 1520  | Sucesor: Pedro Ruiz de la Mota          |